# Franz Konwitschny
Franz Konwitschny (ur. 14 sierpnia 1901 w Fulneku, zm. 28 lipca 1962 w Belgradzie) – niemiecki dyrygent i skrzypek.
Pochodził z rodziny morawskich muzyków. W latach 1920–1923 uczył się gry na skrzypcach w Akademii Muzycznej w Brnie, w latach 1923–1925 w Konserwatorium w Lipsku, pracując dorywczo jako skrzypek i altowiolista w orkiestrze lipskiego Gewandhausu. W 1925 grał na altówce w kwartecie Fitznera w Wiedniu. W 1930 został mianowany generalnym dyrektorem muzycznym miasta Freiburg im Breisgau, a w 1938 dyrektorem opery we Frankfurcie nad Menem.
1 lipca 1923 został członkiem NSDAP. O jego gorliwości świadczy fakt, że w 1934 zamierzał z okazji urodzin Adolfa Hitlera wprowadzić na scenę Fidelia sztandary i bojowników SA, czemu sprzeciwił się intendent opery. 1 sierpnia 1937 odnowił swoje członkostwo NSDAP. W grudniu 1942 wystąpił gościnnie w okupowanej Łodzi.
Po zakończeniu II wojny światowej mimo niechlubnej przeszłości kontynuował karierę muzyczną. W 1946 kierował operą i filharmonią w Hanowerze, w latach 1949–1962 był dyrygentem lipskiej Gewandhausorchester. W latach 1953–1955 kierował Operą Drezdeńską, a w latach 1955–1962 Staatsoper Unter den Linden w Berlinie.
Zmarł podczas podróży koncertowej w Belgradzie.